# Григорик Андрій В'ячеславович
Андрій В'ячеславович Григорик (нар. 31 березня 1988, Кривий Ріг, Дніпропетровська область, УРСР) — український футболіст, захисник та граючий тренер криворізького «Гірника».

## Клубна кар'єра
Вихованець криворізького футболу. З 2001 по 2005 рік виступав у ДЮФЛ за «Кривбас». У 2005 році був переведений у дубль «Кривбасу». 26 квітня 2005 дебютував у Вищій лізі в матчі проти київської «Оболоні» (0:1). У 2008 році перейшов у маріупольський «Іллічівець». У команді дебютував 17 квітня 2009 року в матчі проти київського «Арсеналу» (4:0).
У червні 2010 року з'явилася інформація про те, що Григорик покинув розташування клубу.

## Кар'єра в збірній
Виступав за юнацьку збірну України U-19 та молодіжну збірну України U-21.

## Статистика
| Сезон   | Клуб           | Ліга       | Чемпіонат | Чемпіонат | Кубок | Кубок | Дубль | Дубль |
| Сезон   | Клуб           | Ліга       | Матчі     | Голи      | Матчі | Голи  | Матчі | Голи  |
| ------- | -------------- | ---------- | --------- | --------- | ----- | ----- | ----- | ----- |
| 2004/05 | «Кривбас»      | Вища ліга  | 1         | 0         | 0     | 0     | 3     | 0     |
| 2005/06 | «Кривбас»      | Вища ліга  | 0         | 0         | 0     | 0     | 27    | 0     |
| 2006/07 | «Кривбас»      | Вища ліга  | 1         | 0         | 0     | 0     | 21    | 0     |
| 2007/08 | «Кривбас»      | Вища ліга  | 0         | 0         | 1     | 0     | 17    | 1     |
| 2007/08 | «Іллічівець-2» | Друга ліга | 3         | 0         | —     | —     | —     | —     |
| 2008/09 | «Іллічівець»   | Вища ліга  | 6         | 0         | 0     | 0     | 16    | 1     |
| 2009/10 | «Іллічівець»   | Вища ліга  | 3         | 0         | 2     | 0     | 3     | 0     |